# Viridarii Bononiensis vegetabilia cum aliis vegetabilibus commutanda ad annum MDCCCXXIV
Viridarii Bononiensis vegetabilia cum aliis vegetabilibus commutanda ad annum MDCCCXXIV (abreviado Virid. Bonon. Veg.) es un libro con ilustraciones y descripciones botánicas que fue escrito por el médico y botánico italiano Antonio Bertoloni y publicado en Bolonia en el año 1824.